# Bruno Pais
Bruno Pais (* 10. Juni 1981 in Fundão) ist ein ehemaliger portugiesischer Triathlet und zweifacher Olympionike (2008, 2012).

## Werdegang
Bruno Pais startete für Portugal bei den Olympischen Spielen 2008 in China, wo er den 17. Rang belegte.
Er qualifizierte sich erneut für die Olympischen Spiele 2012 in London und belegte dort den 41. Rang.
Bruno Pais gewann im August 2014 den Ironman 70.3 Budapest. Im Oktober wurde er in Spanien Vizeeuropameister auf der Triathlon-Mitteldistanz.
2015 wurde er portugiesischer Meister auf der Triathlon-Mitteldistanz.
2017 wurde Bruno Pais auch Vizestaatsmeister auf der Duathlon-Kurzdistanz.
Seit 2017 tritt er nicht mehr international in Erscheinung.

## Sportliche Erfolge
| Datum/Jahr    | Rang | Wettbewerb                           | Austragungsort | Zeit        | Bemerkung                                        |
| ------------- | ---- | ------------------------------------ | -------------- | ----------- | ------------------------------------------------ |
| 24. Juli 2016 | 3    | POR Triathlon National Championships | Setúbal        | 02:00:00    | nationale Meisterschaft, hinter João Pedro Silva |
| 7. Aug. 2012  | 41   | Olympische Sommerspiele 2012         | London         | 01:51:22    |                                                  |
| 19. Aug. 2008 | 17   | Olympische Sommerspiele 2008         | Peking         | 01:50:40,22 |                                                  |
| 1. Juni 2003  | 3    | Subic Bay Triathlon                  | Philippinen    | 01:55:35    |                                                  |

| Datum/Jahr    | Rang | Wettbewerb                                           | Austragungsort | Zeit     | Bemerkung                                                                          |
| ------------- | ---- | ---------------------------------------------------- | -------------- | -------- | ---------------------------------------------------------------------------------- |
| 3. Sep. 2017  | 3    | Ironman 70.3 Cascais                                 | Cascais        |          | bei der Erstaustragung                                                             |
| 26. Sep. 2016 | 1    | Cascais Triathlon                                    | Cascais        | 04:08:18 | Sieger der Erstaustragung                                                          |
| 29. Nov. 2015 | 1    | POR Middle Distance Triathlon National Championships | Vilamoura      | 04:30:32 | Portugiesischer Meister Triathlon Mitteldistanz                                    |
| 18. Okt. 2014 | 2    | ETU Middle Distance Triathlon European Championships | Peguera        | 04:12:32 | Europameisterschaft auf der Mitteldistanz im Rahmen der Challenge Paguera-Mallorca |
| 23. Aug. 2014 | 1    | Ironman 70.3 Budapest                                | Budapest       | 03:47:39 |                                                                                    |
| 18. Mai 2014  | 3    | Ironman 70.3 Barcelona                               | Barcelona      | 04:06:53 | bei der Erstaustragung                                                             |
| 4. Mai 2014   | 1    | Lisbon International Triathlon                       | Lissabon       | 03:51:19 | Sieger auf der Mitteldistanz                                                       |

| Datum/Jahr   | Rang | Wettbewerb                   | Austragungsort  | Zeit | Bemerkung |
| ------------ | ---- | ---------------------------- | --------------- | ---- | --------- |
| 3. Apr. 2010 | 2    | Xterra Portugal Championship | Figueira da Foz |      |           |

| Datum/Jahr    | Rang | Wettbewerb                          | Austragungsort | Zeit     | Bemerkung                  |
| ------------- | ---- | ----------------------------------- | -------------- | -------- | -------------------------- |
| 22. Apr. 2017 | 2    | POR Duathlon National Championships | Braga          | 02:01:45 | Vizestaatsmeister Duathlon |

(DNF – Did Not Finish)